# Tatiana Firova
Tatiana Pavlovna Firova (ryska: Татьяна Павловна Фирова), född den 10 oktober 1982 i Sarov i Nizjnij Novgorod oblast, är en rysk friidrottare som tävlar på 400 meter. 
Firovas genombrott kom när hon vid Sommaruniversiaden 2003 vann guld på 400 meter. Hon deltog även vid Olympiska sommarspelen 2008 där hon tog sig vidare till finalen och slutade sexa på 50,11. Vid samma mästerskap ingick hon i det ryska stafettlaget som blev silvermedaljörer på 4 x 400 meter. Omtestning 2016 av dopningsprov från OS i Peking 2008 visade att hennes prov innehöll förbjudna medel.
Hennes första individuella medalj vann hon vid inomhus-VM 2010 då hon blev silvermedaljör på 400 meter. Än bättre blev det vid EM samma år i Barcelona där hon vann guldet på det nya personliga rekordet 49,89 

## Personliga rekord
- 400 meter - 49,72 från 2012